# Vindum Kirke
Vindum Kirke er en kirke tæt på Vindum Overgård, 5 km vest for Bjerringbro. Den ligger i Vindum Sogn, Viborg Kommune. Apsis, kor og skib er opført i romansk tid af fint tilhugne granitkvadre over en profileret dobbeltsokkel. Den romanske bygning har profilerede gesimser. Begge døre er bevaret med et par helsøjler og buestik omkring et tympanonfelt, norddøren er tilmuret, syddøren er stadig i brug. I nordmuren er bevaret flere rundbuevinduer, alle er åbne men noget udvidet i lysåbningen. Tårnet er opført i sengotisk tid, nederst er benyttet en del genanvendte kvadre øverst teglsten. Tårnet krones af et spir fra 1700-tallet med løgkuppel og lanterne, denne bygningsdetaljer kan minde om bygmesteren Nicolaus Hinrich Rieman, der bl.a. har udført tårnet til Vor Frelser kirke i Horsens, tårnoverbygningen blev udført under Janus de Friedenreich, der ejede Vindum Overgård 1708-55.
Våbenhuset er fra midten af 1600-tallet, over den fladbuede dør ses våben for Bille og Rosenkrantz, formodentlig marsk Anders Bille og hustru Sofie Rosenkrantz, der ejede den nærliggende Vindum Overgård 1648-57, Anders Bille blev dødeligt såret og taget til fange, da svenskerne stormede Fredericia. Vindum Overgård har haft patronatsretten til kirken næsten ubrudt i perioden 1649-1943. Anders Bille fik også patronretten over Faldborg Kirke, der allerede i 1555 nævnes som ødekirke, i 1653 fik Anders Bille kongens tilladelse til at nedrive Faldborg kirke, men ifølge folketroen var hans død en retfærdig straf for denne helligbrøde, og hver nat kører i en karet med seks heste mellem Vindum Overgård og Faldborgs nedbrudte kirke. I våbenhusets østmur er indsat en gravsten over Laurits Jensen i Skaungård og hustru, Laurits Jensen havde tienderetten til Faldborg Kirke indtil 1649.
Apsis har bevaret oprindeligt halvkuppelhvælv, kor og skib har flade bjælkelofter. Korbuen er noget udvidet. I 1910 afdækkedes romanske kalkmalerier i apsishvælvet, stukglorier kunne tyde på en Majestas-fremstilling, kalkmalerierne var i så dårlig stand, at de atter blev overkalket, øverst i halvkuppelhvælvet ser man skyggen af en stukglorie. Det romanske stenalterbord af granitkvadre er bevaret. Altertavlen er fra begyndelsen af 1600-tallet, i de to midterfelter ses malerier af A.F. Jæger fra midten af 1800-tallet. Altertavlen bærer to våben, til højre våben for Bille til venstre en noget dårlig restaurering af våben for Rosenkrantz, hvis disse våben skulle være for Anders Bille og hustru Sofie Rosenkrantz, burde Billes våben sidde til venstre.
Prædikestolen er fra begyndelsen af 1600-tallet og bærer våben for slægten Brun på Vindum Overgård. Initialerne HB står for Hartvig Brun, der ejede Vindum Overgård 1626-29. Hans far var Mourids Brun og farfar var Jep Brun, i familiens våben ses et morianhoved. Hartvig Bruns mor var Anne Friis og hendes mor var Anne Høeg Banner, hvis våben er skråt todelt med rød over guld. Hartvig Bruns farmor var datter af Hartvig Limbek, der i 1486 skriver sig som ejer af Vindum Overgård, Limbeks våben har to skråbjælker i hvidt. Tilsvarende våben ses på nogle samtidige stolegavle. Et lille sengotisk krucifiks er i 1700-tallet blevet anbragt på et ejendommeligt arrangement med Livets træ og Golgatha-højen, krucifikset er ophængt på triumfvæggen. På nordvæggen er opsat et herskabspulpitur fra omkring 1740. I tårnrummet blev i slutningen af 1700-tallet indrettet et gravkapel med gitterlåger for H.E. Steenfeldt (død 1779) og hustru.
Den romanske døbefont af granit kan minde om fontene i Lønstrup og Vester Torup i Vendsyssel.

## Eksterne kilder og henvisninger
- Wikimedia Commons har flere filer relateret til Vindum Kirke
- Vindum Kirke Arkiveret 31. januar 2011 hos  Wayback Machine hos nordenskirker.dk
- Vindum Kirke hos KortTilKirken.dk